# Omocestus lopadusae
Omocestus lopadusae är en insektsart som beskrevs av Scott LaGreca 1973. Omocestus lopadusae ingår i släktet Omocestus och familjen gräshoppor. Inga underarter finns listade i Catalogue of Life.